# Céleste Empire
 (mai 2023).
Si vous disposez d'ouvrages ou d'articles de référence ou si vous connaissez des sites web de qualité traitant du thème abordé ici, merci de compléter l'article en donnant les références utiles à sa vérifiabilité et en les liant à la section « Notes et références ».

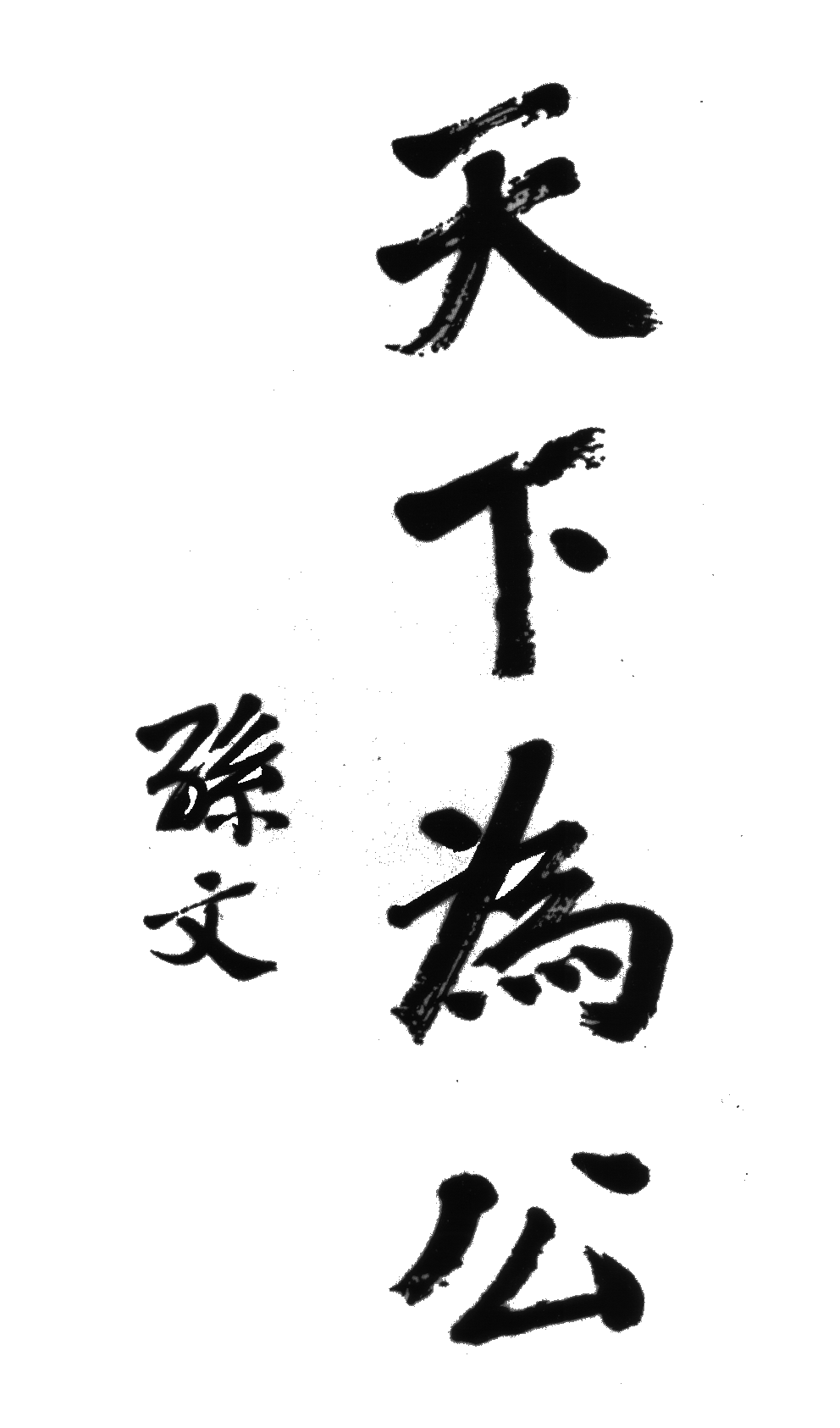
Tout ce qui est sous les cieux appartient au peuple. Calligraphie de Sun Yat-sen

Le Céleste Empire ou littéralement « Sous le ciel » (chinois : 天下, Pinyin : tiān xià, Wade-Giles: t'ien¹-hsia⁴) est un nom que les Chinois donnaient à la Chine à l'époque impériale, notamment pendant les périodes de division ou de guerres civiles. C'est un concept selon lequel la Chine exercerait un pouvoir sur le reste du monde, peuplé de « barbares ». Tiān xià est parfois traduit en « Céleste Empire » dans les ouvrages littéraires occidentaux anciens, même si le terme exact est Shénzhōu (神州).
Le caractère 天 peut être traduit par « ciel » ou « paradis », et 下 par « en dessous » ou « bas ». L'expression, en plus de sa signification littérale, est utilisée par la population chinoise pour désigner le monde, à savoir tout ce qui est terrestre. Dans ce contexte, il peut donc être compris et traduit par « Tout ce qui se trouve en dessous des cieux ». Plus récemment est apparue l'expression 世界 (shì jiè), utilisée pour se référer directement au monde dans sa globalité. Du temps des empereurs de Chine, ceux-ci étaient nommés « maître de tout ce qui se trouve sous le ciel ». Il était évident qu'à l'époque toutes les régions du monde connu n'étaient pas sous leur autorité, mais il était courant de dire et de penser que toute forme de gouvernement dérivait de la volonté de l'Empereur.
Selon Marcel Granet, ce mot est chargé de la connotation suivante : le ciel étant rond et la terre carrée dans la cosmogonie chinoise, les quatre coins de la terre qui ne sont pas couverts par le ciel (ni donc circonscrits par les cycles du soleil et les pérégrinations de l’empereur) sont conçus comme des territoires incultes peuplés d’êtres non civilisés. 天下 désigne donc la partie civilisée de la terre (voir schéma ci-dessous).

## Usages

Les « barbares » selon le monde sinocentrique. Ceux de l'est étaient appelés Dongyi (東夷), ceux de l'ouest Xirong (西戎), ceux du sud Nanman (南蠻), et ceux du nord Beidi (北狄). L'aire extérieure à l'influence du monde sinocentrique était appelée Huawaizhidi (化外之地).

Le terme tiān xià a été communément utilisé tout au long de l'Histoire pour désigner le monde. Il peut désigner toutes sortes de choses comme la porte du quartier de Shanhaiguan dans la ville de Qinhuangdao ou plus modestement des restaurants baptisés « le meilleur sous les cieux » ou « le premier sous les cieux ».
Par extension, la phrase Tiān xià wéi gōng (天下為公) pouvant être traduite par « Tout le monde est égal sous les cieux » exprime l'idée que le monde existe pour être utile à tous et non à un seul. Tiān xià wú nán shì (天下無難事), autre phrase où l'on retrouve la base tiān xià signifie « (Il n'y a) pas de difficultés sous les cieux ».

## Variantes
Le terme « Tous sous le ciel » s'est exporté jusqu'en Corée, où il est prononcé cheon ha. Dans le ssireum, la lutte traditionnelle coréenne, cheon ha se réfère au championnat toutes catégories. Il est également utilisé au Japon où il est prononcé tenka. Par exemple, il était utilisé par les acteurs de l'unification du pays tels que Nobunaga Oda ou Ieyasu Tokugawa qui s'en servaient pour leurs sceaux notamment. On le retrouve enfin au Viêt Nam sous la forme thiên hạ, traduisible comme pour le chinois par « le monde » ou « tout le monde ».